# 埃米尔·克拉夫特
埃米尔·亨利·克里斯托弗·克拉夫特（瑞典語：Emil Henry Kristoffer Krafth，發音：[ˈeː.mɪl ˈkrɑːft]；1994年8月2日—）是一位瑞典足球運動員。在場上的位置是後衛。他現在效力於英超球隊紐卡素，他曾效力於瑞典足球超級聯賽球隊希爾星堡體育會。他也代表瑞典國家足球隊參賽。

## 俱樂部生涯

### 紐卡索聯
2019年8月8日，克拉夫特与英超俱乐部纽卡斯尔联队签订了一份为期四年的合同，轉會費為500万英镑。
2021年5月14日，克拉夫特在主場3-4負於英超冠軍曼城的比賽中踢進了他在紐卡素的第一個英超進球。

## 榮譽
紐卡素足球會
- 英格兰联赛盃冠军：2024–25[4]

## 外部連結
- Soccerway資料庫：埃米尔·克拉夫特